# غوردون رايت (سياسي)
غوردون رايت (بالإنجليزية: Gordon Wright)‏ هو سياسي كندي، ولد في 28 يونيو 1927 في كينغستون في جامايكا، وتوفي في 18 أكتوبر 1990 في إدمونتون في كندا بسبب سرطان البنكرياس. نشط حزبياً في Alberta New Democratic Party ‏. وقد انتخب عضو الجمعية التشريعية ألبرتا.